# Колонья-Венета
Колонья-Венета (італ. Cologna Veneta, вен. Cołogna Veneta) — муніципалітет в Італії, у регіоні Венето, провінція Верона.
Колонья-Венета розташована на відстані близько 400 км на північ від Рима, 80 км на захід від Венеції, 34 км на південний схід від Верони.
Населення — 8699 осіб (2014).
Щорічний фестиваль відбувається 8 вересня, на свято Різдва Пресвятої Богородиці.

## Демографія
Населення за роками:

Станом на 1 січня 2023 року в муніципалітеті офіційно проживали 1043 іноземці з 40 країн, серед них 142 громадяни країн Євросоюзу та 13 громадян України.

## Сусідні муніципалітети
- Азільяно-Венето
- Лоніго
- Орджано
- Пояна-Маджоре
- Прессана
- Ровередо-ді-Гуа
- Веронелла
- Дзімелла